# Glycifohia notabilis
El mielero ventriblanco (Glycifohia undulata) es una especie de ave paseriforme de la familia Meliphagidae endémica de Vanuatu.

## Distribución
Se distribuye en las islas Banks, Espíritu Santo, Malakula, Ambae, Maewo,
Ambrym, Pentecostés y Epi en el norte de Vanuatu.

## Subespecies
Se reconocen dos subespecies:
- G. n. notabilis (Sharpe, 1899) – en el norte de Vanuatu (islas Banks);
- G. n. superciliaris (Mayr, 1932) – en las islas de la zona central de Vanuatu.